# بونازا (كولورادو)
بونازا (بالإنجليزية: Bonanza, Colorado)‏ هي بلدة تقع في مقاطعة ساغواتش، كولورادو بولاية كولورادو في الولايات المتحدة. تبلغ مساحتها 1.1 (كم²)، وترتفع عن سطح البحر 2889 م، بلغ عدد سكانها 1 نسمة في عام 2014 حسب إحصاء مكتب تعداد الولايات المتحدة وتصل الكثافة السكانية فيها 14.5 نسمة/كم2.

## وصلات خارجية
- The US50 - Cities and Towns in Colorado State
- Colorado Cities and Towns, Facts, Map, Flag, Colleges, Government, and More